# Isoletti Divadicioci
Isoletti Divadicioci sind mehrere winzige Inseln vor der Halbinsel Buurgaal in Somalia. Sie gehören politisch zu Jubaland und geographisch zu den Bajuni-Inseln, einer Kette von Koralleninseln (Barriereinseln), welche sich von Kismaayo im Norden über 100 Kilometer bis zum Raas Kaambooni nahe der kenianischen Grenze erstreckt.

## Geographie
Die Inseln liegen vor der Küste von Buurgaal und sind im Grunde genommen nur vorgeschobene Riffe am Südrand der Halbinsel.

## Klima
Als Klima herrscht heißes Steppenklima mit Monsuneinfluss.